# Nihon Hidankyō
Hội đồng các nhóm nạn nhân bom nguyên tử và bom nhiệt hạch Nhật Bản (日本原水爆被害者団体協議会 (Nhật Bản nguyên thủy bạo bị hại giả đoàn thể hiệp nghị hội) Nihon gensuibaku higaisha dantai kyōgi-kai), thường được rút ngắn thành Nihon Hidankyō (日本被団協 (Nhật Bản bị đoàn hiệp) Nihon Hidankyō), là một tổ chức đại diện cho các nạn nhân (được gọi là hibakusha) của vụ ném bom nguyên tử xuống Hiroshima và Nagasaki, được thành lập vào năm 1956.
Nihon Hidankyō vận động chính phủ Nhật Bản tăng cường hỗ trợ các nạn nhân và quốc tế xóa bỏ vũ khí hạt nhân. Các hoạt động của tổ chức bao gồm ghi lại hàng ngàn lời khai của nhân chứng, công bố các nghị quyết, lời kêu gọi và mỗi năm cử phái đoàn đến các tổ chức quốc tế để vận động giải trừ hạt nhân, bao gồm Liên Hợp Quốc.
Nihon Hidankyō được trao Giải Nobel Hòa bình năm 2024 "vì nỗ lực thực hiện một thế giới không có vũ khí hạt nhân và chứng minh qua lời khai của nhân chứng rằng vũ khí hạt nhân tuyệt đối không thể được sử dụng nữa".

## Lịch sử

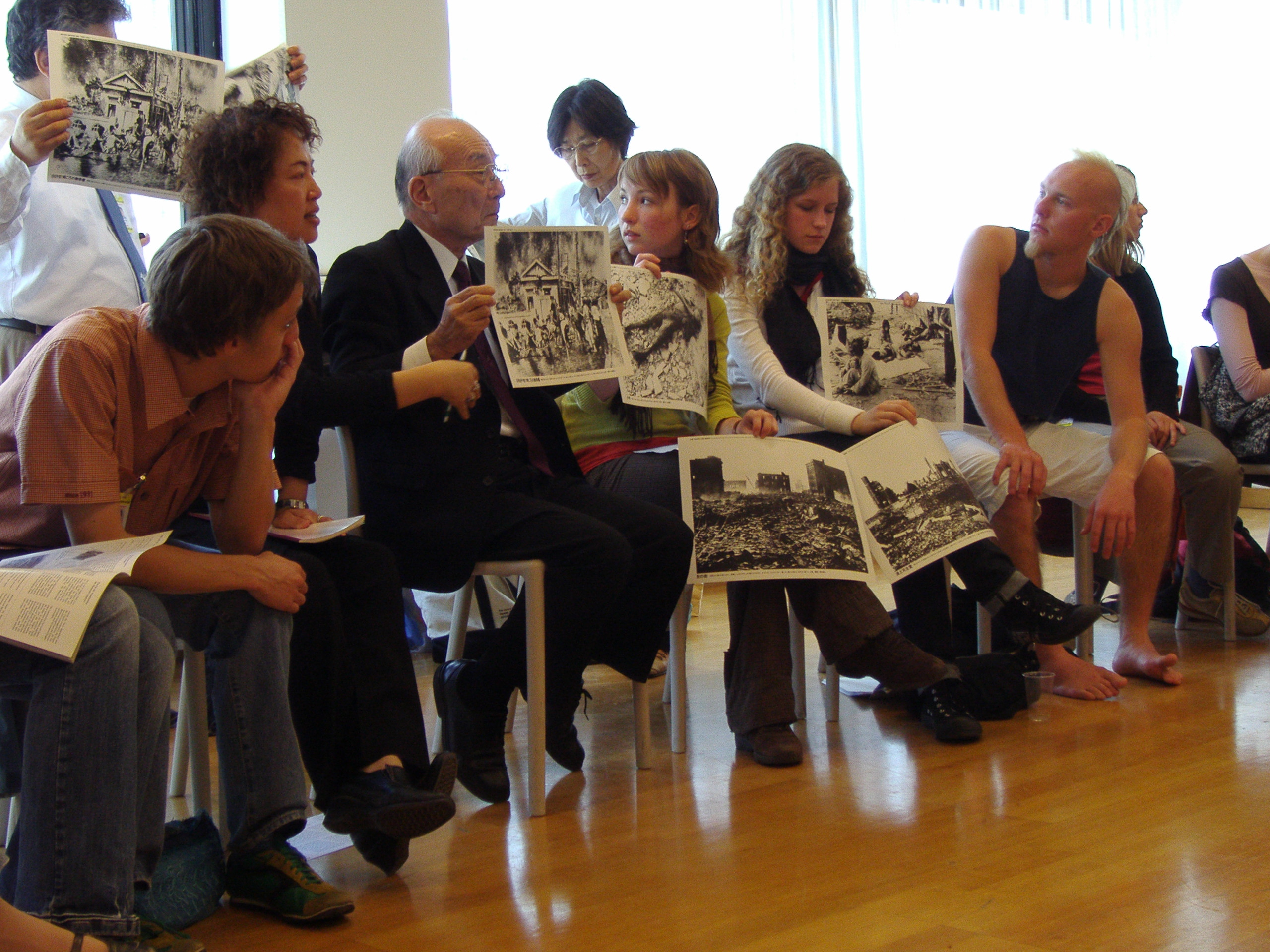
Tổng thư ký Nihon Hidankyō Tanaka Terumi nói chuyện với người trẻ về việc sống sót qua vụ ném bom nguyên tử xuống Nagasaki tại một sự kiện Liên Hợp Quốc ở Viên vào năm 2007

Sau khi cư dân của các đảo san hô lân cận Đảo san hô vòng Bikini và 23 thuyền viên tàu đánh cá Nhật Bản Daigo Fukuryū Maru mắc hội chứng nhiễm phóng xạ cấp tính vì bị nhiễm phóng xạ từ vụ thử nghiệm vũ khí nhiệt hạch Castle Bravo vào năm 1954, Hội đồng Nhật Bản cấm bom nguyên tử và bom nhiệt hạch được thành lập ở Hiroshima vào năm 1955. Nihon Hidankyō được những nạn nhân vụ ném bom nguyên tử xuống Hiroshima và Nagasaki thành lập vào ngày 10 tháng 8 năm 1956 tại hội nghị thường niên lần thứ hai của Hội đồng ở Nagasaki.

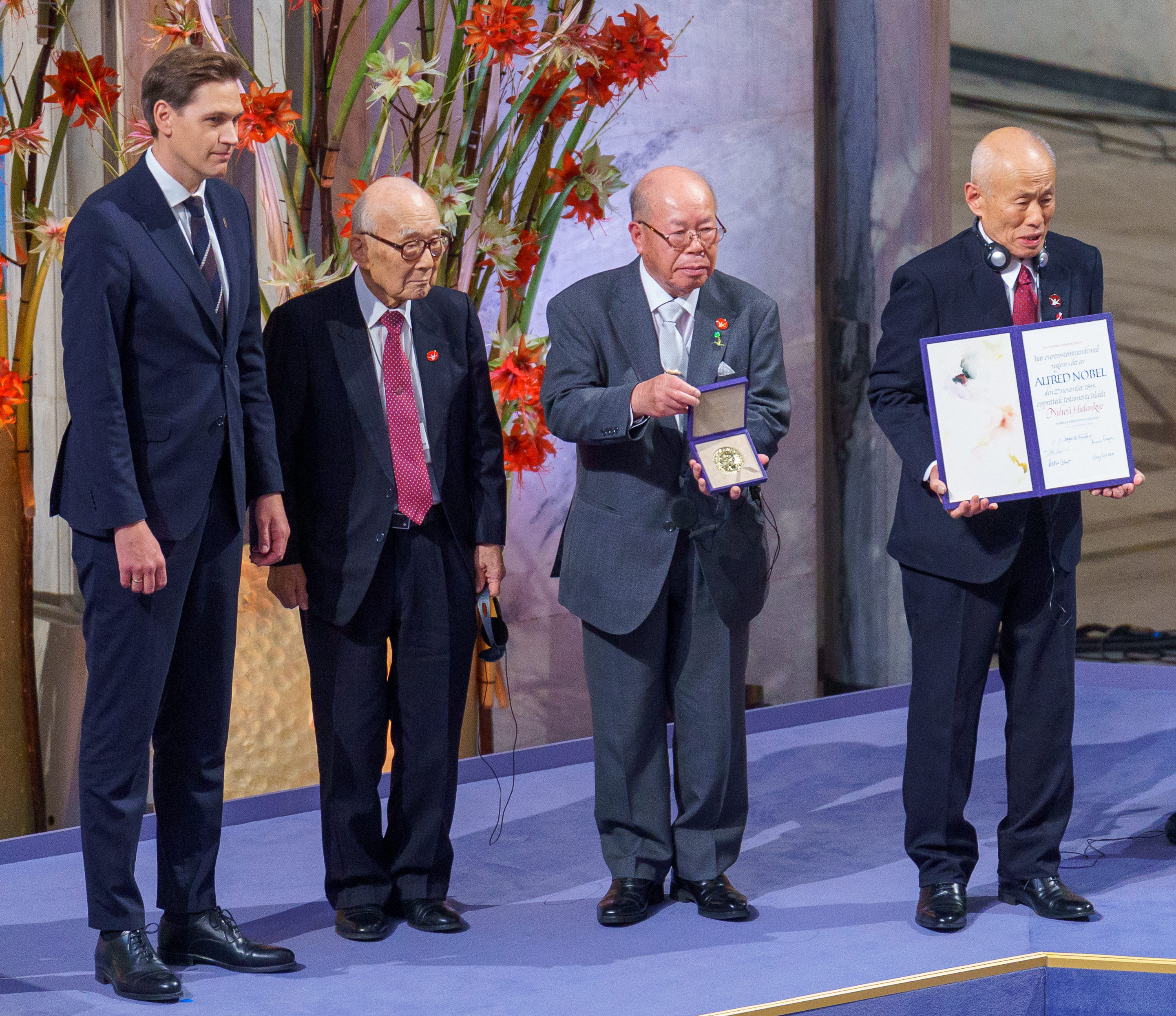
Tanaka Terumi (thứ hai bên trái), Tanaka Shigemitsu và Mimaki Toshiyuki (bìa phải) tại Lễ trao Giải Nobel Hòa bình 2024

Phong trào chống hạt nhân Nhật Bản bị chia rẽ nội bộ khi Hội đồng tham gia tích cực vào biểu tình chống Hiệp ước an ninh Nhật Bản - Hoa Kỳ cùng với Đảng Xã hội Nhật Bản vào năm 1959. Một số lượng lớn những người ủng hộ rút khỏi Hội đồng và thành lập một tổ chức mới dưới sự lãnh đạo của Matsushita Masatoshi, lãnh đạo Đảng Xã hội Dân chủ, với sự hỗ trợ của Đảng Dân chủ Tự do. Khi phe cộng sản trong Hội đồng từ chối lên án Liên Xô tiếp tục thử nghiệm vũ khí hạt nhân vào năm 1961, căng thẳng nội bộ phong trào trở nên nghiêm trọng, khiến cho một nhóm chống thử nghiệm vũ khí hạt nhân được Đảng Xã hội Nhật Bản hậu thuẫn tách ra thành một tổ chức mới. Những căng thẳng trong phong trào chống hạt nhân gây chia rẽ nội bộ ở một số Hidankyō cấp tỉnh. Ví dụ: ở Hiroshima có hai Hidankyō do Đảng Xã hội Nhật Bản hậu thuẫn và Hidankyō do Đảng Cộng sản Nhật Bản hậu thuẫn. Năm 1965, Nihon Hidankyō tuyên bố không liên kết với bất kỳ đảng phái chính trị nào.

## Hoạt động
Các hoạt động của Nihon Hidankyō bao gồm:
- Vận động xóa bỏ vũ khí hạt nhân và yêu cầu bồi thường từ các chính phủ
- Kiến nghị chính phủ Nhật Bản, Liên Hợp Quốc và những chính phủ khác
- Loại bỏ vũ khí hạt nhân, thành lập một điều ước quốc tế về giải trừ hạt nhân, tổ chức hội nghị quốc tế, ban hành luật chống hạt nhân và tăng cường các biện pháp hỗ trợ hibakusha
- Nâng cao nhận thức về vụ ném bom nguyên tử trong nước và quốc tế
- Nghiên cứu, xuất bản, triển lãm và hội họp về thiệt hai bom nguyên tử
- Tư vấn, hỗ trợ hibakusha

## Nhân vật chủ chốt

### Lãnh đạo hiện tại

#### Đồng chủ tịch
- Tanaka Terumi: bị phơi nhiễm phóng xạ ở Nagasaki khi mới 13 tuổi;[12]
- Tanaka Shigemitsu: bị phơi nhiễm phóng xạ ở Nagasaki 6 km khi mới 4 tuổi;[13][12]
- Mimaki Toshiyuki:[14] bị phơi nhiễm phóng xạ ở Hiroshima khi mới 3 tuổi[13][15]

#### Tổng thư ký
- Kido Sueichi: bị phơi nhiễm phóng xạ ở Nagasaki khi mới 5 tuổi[15]

#### Trợ lý tổng thư ký
- Hamanaka Toshiko[16]
- Hamasumi Jiro[16]
- Kodama Michiko[16]
- Wada Masako[17]

### Cựu lãnh đạo
- Moritaki Ichiro: chủ tịch sáng lập  Nihon Hidankyo, chủ tịch sáng lập Hidankyo tỉnh Hiroshima, chủ nhiệm ủy ban của Hiệp hội Nước nguyên tử, chủ tịch thứ ba Hội nghị toàn quốc Nhật Bản về việc cấm bom nguyên tử và bom nhiệt hạch; qua đời vào ngày 25 tháng 1 năm 1994
- Taniguchi Sumiteru: bị thương nặng trong vụ ném bom nguyên tử xuống Nagasaki khi mới 16 tuổi; đồng chủ tịch cho đến khi qua đời vào ngày 20 tháng 8 năm 2017[18]
- Ito Takeshi: bị phơi nhiễm phóng xạ khi đang học lớp ba tại Trường Trung học cơ sở số 1 của tỉnh Hiroshima; đồng chủ tịch cho đến khi qua đời vào ngày 3 tháng 3 năm 2000.
- Tsuboi Sunao: bị thương nặng trong vụ ném bom nguyên tử xuống Hiroshima khi mới 20 tuổi; đồng chủ tịch cho đến khi qua đời vào ngày 24 tháng 10 năm 2021[19]
- Iwasa Mikiso: bị thương nặng trong vụ ném bom nguyên tử xuống Hiroshima khi mới 16 tuổi; đồng chủ tịch cho đến khi qua đời vào ngày 7 tháng 9 năm 2020[20]

## Giải thưởng
- 2003: Giải Seán MacBride Hòa bình[21]
- 2010: Giải Hoạt động xã hội của Hội nghị thượng đỉnh thế giới các người đoạt Giải Nobel Hòa binh[2][22]
- 2024: Giải Nobel Hòa bình[23]

Trước khi được trao Giải Nobel Hòa bình, Nihon Hidankyō được Phòng Hòa bình Quốc tế đề cử vào các năm 1985, 1994 và 2015.